# Houstonia croftiae
Houstonia croftiae är en måreväxtart som beskrevs av Nathaniel Lord Britton och Henry Hurd Rusby. Houstonia croftiae ingår i släktet Houstonia och familjen måreväxter. Inga underarter finns listade i Catalogue of Life.